# M/S Väddö
M/S Väddö ingår i Vaxholmsbolagets flotta. Hon är byggd 1992 vid Oskarshamns Varv som fartyg nummer 3 i Vaxholmsbolagets V-serie. Systerfartygen heter: M/S Värmdö, M/S Vånö, M/S Viberö och M/S Vaxö.

## Externa länkar

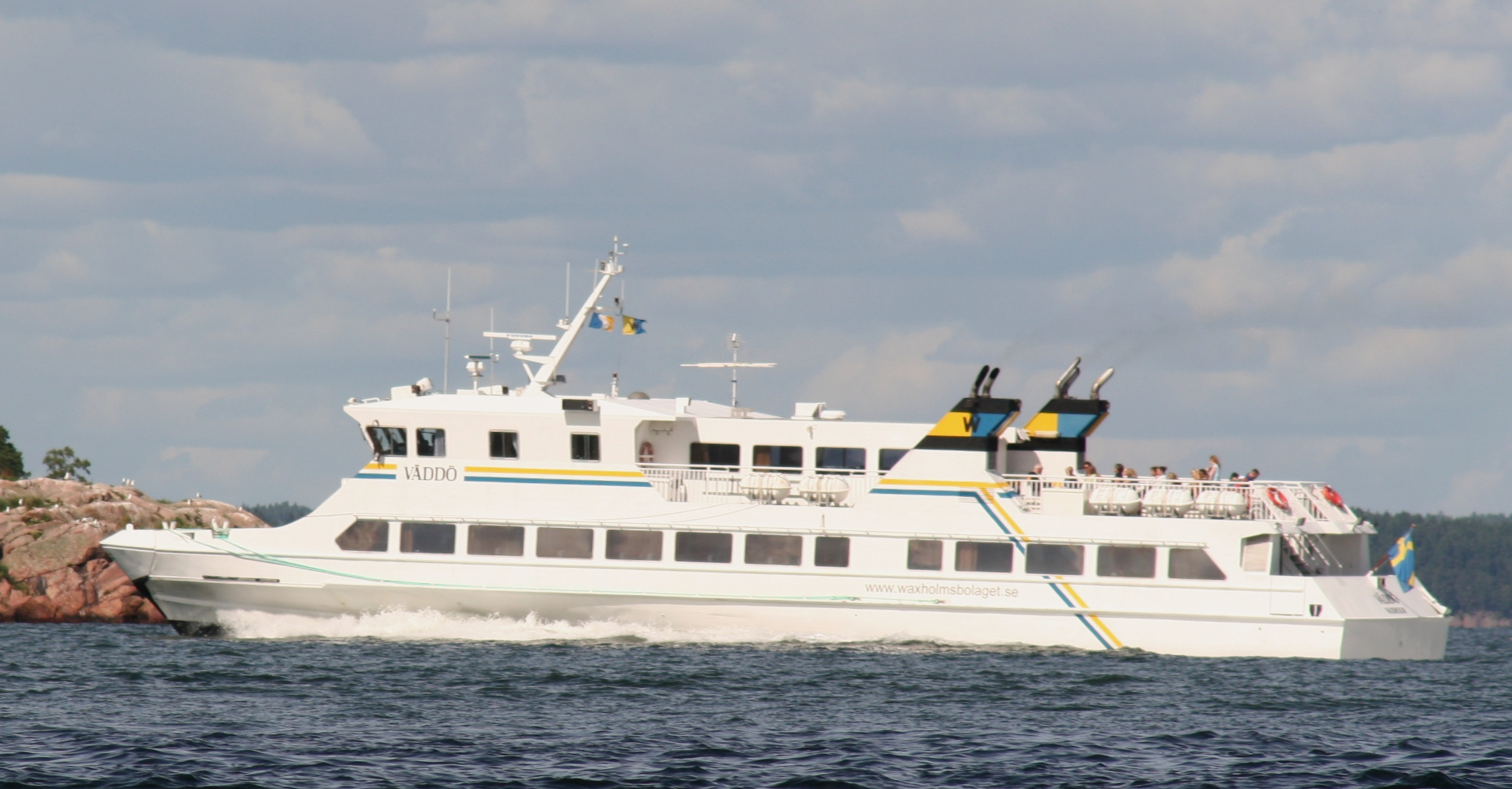
Väddö på Saxarfjärden.